# Juan Valderrama Blanca
Juan Valderrama Blanca, znany pod imieniem artystycznym Juanito (ur. 1916 w Torre del Campo, zm. 12 kwietnia 2004) – popularny hiszpański śpiewak flamenco.

## Życiorys
Był synem rolnika z regionu Jaen (południowa Hiszpania). Zaczął śpiewać jako chłopiec; zyskał popularność w okresie wojny domowej. Brał w niej udział po stronie republikańskiej, koncertował również w szpitalach polowych dla rannych współtowarzyszy walki. Jedną z jego najpopularniejszych piosenek był utwór Emigrant, oda do tysięcy Hiszpanów zmuszonych do opuszczenia kraju po zwycięstwie zwolenników Franco.
W późniejszym okresie zajmował się innym gatunkiem muzyki ludowej – couple. Nagrał ponad 300 piosenek, wystąpił w siedmiu filmach.